# Thomas Blatt
Thomas „Toivi” Blatt, pierwotnie Tomasz Blatt (ur. 15 kwietnia 1927 w Izbicy, zm. 31 października 2015 w Santa Barbara) – więzień obozu zagłady w Sobiborze i uczestnik powstania więźniów tego obozu, autor licznych wspomnień z czasów Holocaustu. Imiona i nazwisko nadane przy narodzeniu – Toivi Hersz Ber Blatt. Po wojnie używał także nazwisk: Tobiasz Blatt oraz Bolesław Stankiewicz.

## Życiorys
Urodził się w Izbicy – typowym polskim sztetlu, nazywanym „żydowską stolicą” ze względu na przewagę ludności żydowskiej (ok. 90% mieszkańców w 1939).
W 1943 roku został wraz z rodziną deportowany do obozu zagłady w Sobiborze. Jego rodzice i o 6 lat młodszy brat zginęli w komorze gazowej. On sam przetrwał zatrudniony w warsztacie obozowym. Był uczestnikiem powstania więźniów, które wybuchło 14 października 1943 roku. Z Sobiboru uciekło wtedy ok. 300 powstańców, z czego tylko co dziesiąty przeżył do końca wojny.

### Okres powojenny
Latem 1944 roku po wyzwoleniu, przyjechał do Lublina i zamieszkał w kamienicy przy ulicy Kowalskiej 4 z Herszem Blankiem, Szlomo Szmajznerem, Leonem Felhendlerem, Chaskielem Menche, Szlomo Podchlebnikiem oraz Meierem Zissem. Znalazł tymczasowe zatrudnienie w warsztacie ślusarskim Władysława Zawadzkiego na ulicy Zamojskiej 49 w Lublinie. W kwietniu 1945 roku wyjechał na Śląsk i jako Tobiasz Blatt złożył podanie o przyjęcie do pracy w MUBP w Gliwicach, a w dokumentach związanych z zatrudnieniem zamieścił wzmiankę o wcześniejszej pracy dla NKWD w roku 1944.
W grudniu 1945 roku zdezerterował z pracy z bronią i nielegalnie, z pomocą przemytników, przedostał się przez Szczecin do Berlina. W Berlinie został aresztowany przez Rosjan, a po wyjściu z aresztu przemieszczał się pomiędzy obozami dla uchodźców odwiedzając m.in. Leipeheim i Föhrenwald w którym spotykał Jankiela Pożyckiego, który także przeżył ucieczkę z Sobiboru. W Niemczech odnalazła go poznana jeszcze w Polsce, przyszła żona Teodozja, telegrafistka wojskowa z Lublina, która namówiła go do powrotu do Polski. Przed powrotem, ze względów bezpieczeństwa z uwagi na wcześniejszą dezercję, Tomasz Blatt zarejestrował się w polskiej misji repatriacyjnej jako Bolesław Stankiewicz i pod takim nazwiskiem wrócił w roku 1947 z przyszłą żoną do Opola.
Po powrocie do Polski w styczniu 1947 wziął ślub z Teodozją Kowalik i rozpoczął pracę w sklepie z artykułami tekstylnymi prowadzonym przez teściową.  W Opolu został rozpoznany przez kolegę z Urzędu Bezpieczeństwa, który wiedział o dezercji i w zamian za milczenie zaczął wyłudzać towary ze sklepu Blatta. Po amnestii z roku 1947, która obejmowała także dezerterów z KBW, UB, MO zrezygnował z zatrudnienia w sklepie i został skierowany do pracy w organach bezpieczeństwa przez  PPR. W roku 1948 wrócił do MUBP tym razem w Gdańsku, gdzie w styczniu 1949 ukończył czteromiesięczną Wojewódzką Szkołę Zawodową WUBP.  

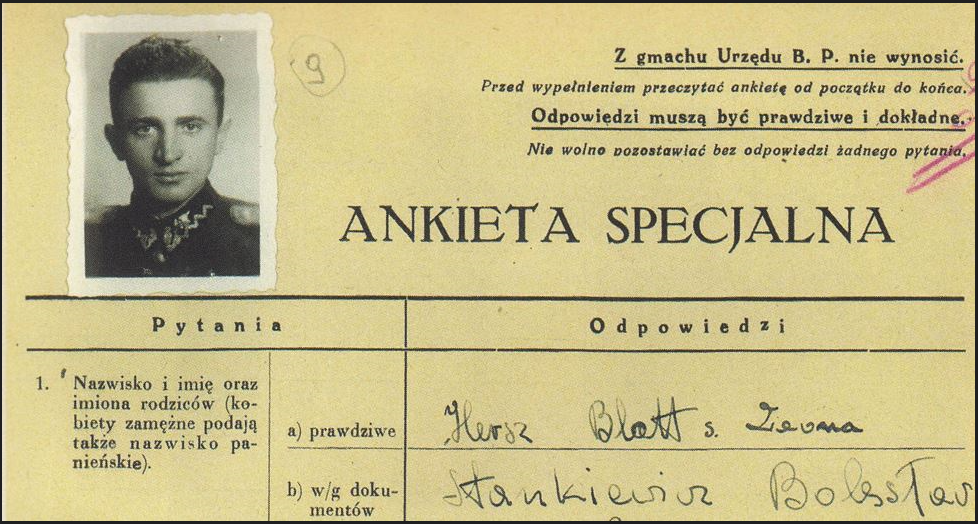
Ankieta Specjalna Urzędu Bezpieczeństwa Publicznego, Tomasz Blatt, 1948.

W ankiecie specjalnej wypełnionej przed rozpoczęciem zatrudnienia, jako prawdziwe podał nazwisko Hersz Blatt, a nazwisko według dokumentów - Stankiewicz Bolesław. Opisując stosunek do służby wojskowej wspomniał, że był ochotnikiem (bez stopnia) w  Centralnej Szkole Oficerów Polityczno - Wychowawczych w Łodzi. Zaświadczenie opiniujące przydatność do pracy w Organach Bezpieczeństwa otrzymał od oficera informacji wojskowej Leona Cymiela z którym uciekł z obozu w Sobiborze. 
Po wojnie Blatt studiował dziennikarstwo. W 1959 roku wyemigrował do Stanów Zjednoczonych i zajął się dokumentacją Zagłady Żydów. Jego wspomnienia ukazały się m.in. na łamach polskich tygodników: „Świat” i „Kulisy”. W 1979 roku zarejestrował rozmowę z jednym z przywódców powstania w Sobiborze, Aleksandrem „Saszą” Peczerskim. W 1983 roku przeprowadził trzygodzinny wywiad z byłym oficerem SS z Sobiboru, Karlem Frenzlem. Zapis tej rozmowy, zatytułowany Morderca i jego świadek, zamieścił 28 marca 1984 roku niemiecki tygodnik „Stern”. Ten sam wywiad opublikował także polski „Przegląd Tygodniowy” (1 maja 1983) oraz izraelski „Ha-Arec” (27 kwietnia 1984).
Dziennik Blatta zawierający opis przebiegu powstania w Sobiborze został wykorzystany w telewizyjnym filmie stacji CBS pt. Ucieczka z Sobiboru. Film otrzymał m.in. dwa Złote Globy i kilka nominacji do Nagrody Emmy. Tomasz Blatt jest bohaterem reportażu Hanny Krall Autoportret z kulą w szczęce.
Mieszkał w Santa Barbara w Kalifornii. W 70. rocznicę powstania w obozie w Sobiborze został przez prezydenta Bronisława Komorowskiego odznaczony Krzyżem Oficerskim Orderu Zasługi Rzeczypospolitej Polskiej.

## Publikacje w języku polskim
- Z popiołów Sobiboru: (skąd nie było powrotu): historia przetrwania, z przedm. Christophera Browninga; tł. z ang. Dorota Szczygieł, Muzeum Pojezierza Łęczyńsko-Włodawskiego, Włodawa 2002, ISBN 83-912511-7-9.
- Sobibór: zapomniane powstanie, tł. z ang. Dorota Szczygieł, Muzeum Pojezierza Łęczyńsko-Włodawskiego, Włodawa 2003, ISBN 83-912511-3-6.
- Ucieczka z Sobiboru, z ang. przeł. Małgorzata Szubert, Świat Książki, Warszawa 2010, ISBN 978-83-247-1819-1.